# کریکت وایرلس
کریکت وایرلس (به انگلیسی: Cricket Wireless) ارائه دهندهٔ خدمات انتقال صدا، متن و داده در شبکه تلفن همراه اعتباری، از شرکت‌های تابعه ای‌تی اند تی است که در سال ۲۰۱۱ میلادی، خدمات شبکه بی‌سیم سیم‌کارت‌های اعتباری را به حدود ۵ میلیون مشترک در ایالات متحده، ارائه داده‌است.
کریکت وایرلس در سال ۱۹۹۹ میلادی توسط لیپ وایرلس اینترنشنال (به انگلیسی: Leap Wireless International, Inc) تأسیس شد و در تاریخ ۱۲ ژوئیه سال ۲۰۱۳ میلادی، ای‌تی اند تی موافقت شرکت مادر، لیپ وایرلس اینترنشنال را برای خرید کریکت وایرلس به قیمت ۱٫۲ میلیارد دلار به دست آورد. این ادغام توسط کمیسیون ارتباطات فدرال در تاریخ ۱۳ مارس ۲۰۱۴ میلادی تصویب شد، و بعد آن، در همان روز کریکت وایرلس یه شکل رسمی اعلام کرد به مالکیت AT&T درآمده است.